# Сива асексуалност
Сива асексуалност  је спектар између асексуалности и сексуалности . У оквиру овог спектра налазе се појмови као што су демисексуалност, полусексуалност.
Они који се идентификују као сиви асексуалци имају тенденцију да нагињу више ка асексуалној страни горепоменутог спектра. Као таква, појава онлајн заједница, попут Мреже за асексуалну видљивост и образовање (АВЕН), пружила је простор сивим асексуалцима како би разговарали о својој оријентацији.

## Дефиниције

### Генерално
Сива асексуалност сматра се сивим подручјем између асексуалности и сексуалности у којем особа може осетити сексуалну привлачност само повремено. Израз демисексуалност измислила је 2008. Мрежа за асексуалну видљивост и образовање (АВЕН). Префикс "деми" потиче од латинског димидиум што значи "подељено на пола". Израз демисексуалац долази из концепта који се описује као "на пола пута" између сексуалног и асексуалног карактера. Израз не значи да демисексуалци имају непотпуну или половину сексуалности; нити то значи да је за потпуну сексуалност потребна сексуална привлачност без емоционалне повезаности.
Израз „греј-еј” покрива низ идентитета под асексуалним кишобраном или на асексуалном спектру, укључујући демисексуалност. Остали појмови унутар овог спектра укључују полусексуалност, asexual-ish и sexual-ish. Спектар сиве боје обично укључује појединце који „сексуалну привлачност доживљавају веома ретко, само под одређеним околностима или интензитетом толико ниским да је то занемариво“  Сари Лоцкер, педагогиња за сексуалност на Теацхерс Цоллеге оф Цолумбиа Университи, тврдио је током Миц-овог интервјуа да сиво-асексуалци „осећају да су унутар сиве зоне између асексуалности и типичнијих сексуалних интереса“.

### Демисексуалност
Демисексуалност се односи на оне који „могу доживети секундарну сексуалну привлачност након што је већ формирана блиска емоционална веза“. Ресурсни центар за демисексуалне особе каже да се "демисексуалци сматрају делом асексуалне заједнице зато што углавном не осећају сексуалну привлачност. Многе демисексуалце привуче само неколико људи током свог живота, или чак само једног .Много демисексуалаца такође није заинтересовано за секс, тако да имају много тога заједничког са асексуалцима. "  Демисексуалност је код различитих људи различита из више разлога, а један од најважнијих је тај што дефиниција "емоционалне везе" варира од особе до особе. Други разлог за који се разликује је тај што људи из заједница асексуалног спектра често мењају етикете током свог живота, а флуидност у оријентацији и идентитету је уобичајен став. Демисексуалци могу имати било какву романтичну оријентацију, укључујући а-роматичност (без романтичне привлачности било ког пола), сиво-ароматичну (област између ароматичности и осећања романтичне привлачности), демиромантичну (не осећајући романтичну привлачност док се не створи емоционална веза) - могу бити и хетеро-романтични, хомо-романтични, би-романтични, пан-романтични или пол-романтични.
Демисексуалност или општа сексуалност у којој је испреплетена с емоционалном везом уобичајена је тема у романтичним романима и названа је новчаном обавезном демисексуалношћу . У измишљеној прози, парадигма секса која је заиста пријатна само кад су партнери заљубљени је особина стереотипно чешће повезана са женским ликовима. Интимност везе такође омогућава ексклузивност. Демисексуалци су добили видљивост кроз хостовање на неким предложеним асексуалним заставама. За разлику од других асексуалаца, демисексуалцима не недостаје либидо.

## Романтична оријентација
Романтична оријентација сиве особе која се идентификује може варирати, јер сексуални и романтични идентитети нису нужно повезани. Док су неки а-роматични, други су хетеро-романтични, хомо-романтични, би-романтични, пан-романтични или деми-романтични, и без обзира на романтичну оријентацију, способни су да развију интимне односе са другим појединцима.

## Заједница
Вирелесс чланак наводи примере флуидности у асексуалног и сивом-А спектру буде прихваћен унутар асексуалнe заједнице. Чланак из Хуффингтон Пост- а цитира сиво-А-идентификационог средњошколца који каже: "Сексуалност је тако течна, а сива-А представља више могућности да будемо несигурни." 
АВЕН, као и веб странице  попут Тумблр-а, пружиле су начине да сива-А нађе прихваћање у својим заједницама. Док се наводи да сива-А .Као што се примећује, има разноврсност у искуствима сексуалне привлачности, појединци у заједници деле идентификацију унутар спектра. Црна, сива, бела и љубичаста застава се обично користи да прикаже понос у асексуалној заједници. Сива трака представља подручје сиве сексуалности у заједници.

## Истраживање
Асексуалност уопште је релативно нова за академска истраживања и јавни дискурс.